# Lštění
Lštění település Csehországban, a Benešovi járásban. Lštění Kaliště, Senohraby, Čtyřkoly, Čerčany és Přestavlky u Čerčan településekkel határos. Lakosainak száma 498 fő (2024. január 1.).

## Népesség
A település lakosságának változását az alábbi diagram mutatja:
| Lakosok száma | 250  | 258  | 210  | 539  | 364  | 408  | 406  | 435  | 481  | 498  |
|               | 1869 | 1900 | 1921 | 1961 | 1980 | 2011 | 2016 | 2019 | 2021 | 2024 |